# Славинский, Максим Антонович
Максим Антонович Славинский (литературные псевдонимы — Лавинская, господин Максим Славинский, М. Головатый, С. Лавинская, М. Ставинский, Ставиский, Пилад; 12 (24) августа 1868 — 23 ноября 1945 года) — украинский общественно-политический деятель, поэт-переводчик, дипломат, публицист, редактор.

## Биография
Родился в селе Ставище, Киевская губерния, в семье мелкой шляхты. Был членом литературного кружка «Плеяда» («Литература», «Литературная громадка»). Вместе с Лесей Украинкой переводил поэзии Генриха Гейне («Книга песен») под псевдонимом М. Ставиский. Учился во Второй киевской гимназии.
После окончания юридического (1887—1891) и историко-филологического (1891—1895) факультета Киевского университета жил в Екатеринославе, где редактировал газету «Приднепровский край». Участвовал в деятельности Украинской демократическо-радикальной партии, основанной Михаилом Драгомановим.
В 1898 году переехал в Петербург, был соредактором газет «Северный курьер», «Свобода и право», «Свободная мысль», секретарём журнала «Вестник Европы».
С начала 1904 года он в Одессе редактировал «Южные записки» — печатный орган всероссийского революционного объединения, известного под названием «Союз освобождения», однако в ноябре 1904 года, накануне войны царской России с Японией, его снова забрали в армию.
С 1905 года как представитель украинской общины в Петербурге активно сотрудничал с депутатами-украинцами первой Государственной думы, в 1906 году он был редактором печатного органа Украинской парламентарной общины и первой Государственной думы — «Украинский вестник». Секретарём вестника был Дмитрий Дорошенко.
Славинский принял активное участие в подготовке к изданию в 1911 году «Кобзаря» Т. Г. Шевченко на русском языке по случаю 50-летия со дня смерти поэта. Эта книга содержала переводы 195 стихов (из 218, изданных перед 1911 годом) Шевченко, из них 111 переведены Славинским самостоятельно. Он написал предисловие к русскому изданию произведений Шевченко, большой биографический очерк о жизни и творческой деятельности поэта «Тарас Шевченко. Биографический очерк», о его вкладе в украинскую и мировую культуру. Ему же принадлежит и общая редакция «Кобзаря».
В 1914—1916 годах он был издателем и техническим редактором первого справочника украиноведения «Украинскій народъ в его прошломъ и настоящемъ», вышедший в 2 томах в Петрограде.
В марте 1917 года Славинский выступил соучредителем Украинского национального совета в Петрограде, член его исполнительного комитета. Представитель Украинской Центральной Рады при Временном правительстве. Избирался председателем комиссии по выработке проекта преобразования Российской империи в федерацию.
В сентябре 1917 года представлял Временное правительство на Съезде народов России в Киеве.
В 1918 году вернулся на Украину, принадлежал к Украинской партии социалистов-федералистов. С мая 1918 года — член совета Министерства иностранных дел Украинского государства, временный представитель Украинского государства на Дону. 24 октября — 14 ноября 1918 года — министр труда во втором правительстве Ф. Лизогуба.
В 1919 году возглавлял дипломатическую миссию Украинской Народной Республики в Праге. Оставшись в эмиграции в Чехословакии, с 1923 года читал лекции по истории западноевропейской литературы в украинском педагогическом институте имени Михаила Драгоманова, работал в должности профессора новейшей истории в Украинской хозяйственной академии в Подебрадах. Продолжал партийную деятельность, сотрудничал с эмигрантским правительством УНР.
В конце 1925 года после конфликта в среде социалистов-федералистов потерял ведущие позиции в партии. Занимался переводом классиков западноевропейской литературы на украинский язык и на эти средства жил.
В 1929 году активно участвовал в написании Сборника памяти Симона Петлюры, который был напечатан в Праге в 1930 году тиражом Межорганизационного комитета по увековечению памяти Симона Петлюры.
17 мая 1937 года выступил в Парижском географическом обществе с докладом о национально-государственных проблемах в СССР.
В 1945 году арестован советскими спецслужбами в Праге.
Умер в Лукьяновской тюрьме в Киеве 23 ноября 1945 года по окончании следствия, не дождавшись трибунала НКВД.

## Творчество
В Екатеринославе Славинский редактировал газету «Приднепровский край», в Петербурге был соредактором газет «Северный курьер», «Свобода и право», «Свободная мысль», с 1906 года редактировал «Украинский вестник».
Славинский — автор лирических стихов, переводов произведений Г. Гейне, И. В. Гёте, У. Шекспира (сонеты), публицистики популярного курса лекций по истории Украины, книги «Национально-государственная проблема в СССР» (Париж, 1938).

## Семья
30 июня 1899 года женился на филологе Марии Сосчиной (Славинской).
Правнучатая племянница Дубиковская Юлия Леонидовна (1972 г.р.) — украинская поэтесса, более известна как Кася Ясна.

## Память
Именем М. А. Славинского была названа площадь в смт. Ставище в Киевской области Украины.